# Ражабалиев, Нурлан Аскаралиевич
Нурлан Аскаралиевич Ражабалиев (3 февраля 1975, Баткен) — киргизский футболист, нападающий, в дальнейшем — государственный деятель. Выступал за сборную Кыргызстана.

## Биография

### Клубная карьера
Дебютировал в высшей лиге Кыргызстана в 1994 году в составе клуба «Шумкар-СКИФ» (Бишкек), где провёл два сезона. В 1996 году перешёл в «Металлург» (Кадамжай) и в том же сезоне стал чемпионом страны и финалистом Кубка Кыргызстана. В 1997—1998 годах выступал за «Семетей» (Кызыл-Кия). В 1999 году играл за «Динамо-Алай» (Ош) и занял второе место в споре бомбардиров чемпионата Кыргызстана с 15 голами.
С 2000 года играл за «Жаштык-Ак-Алтын» (Кара-Суу). Становился чемпионом Кыргызстана (2003), серебряным (2001, 2002) и бронзовым (2004) призёром чемпионата, неоднократным финалистом Кубка Кыргызстана. В 2001 году стал лучшим бомбардиром чемпионата Кыргызстана с 28 голами. В одном из последних матчей сезона-2001, против джалал-абадского «Динамо» (14:4), забил 11 голов, что является рекордом чемпионатов Кыргызстана и одним из рекордных результатов в мировом футболе для высших лиг. Несколько лет во время зимних перерывов в чемпионатах Кыргызстана, играл в Индии за клуб «ХАЛ» (Бангалор).
В ходе сезона 2005 года перешёл в ошский «Алай», где провёл полтора года, после чего завершил карьеру.
Всего в высшей лиге Кыргызстана забил 89 голов (по другим данным, 92).

### Карьера в сборной
В национальной сборной Кыргызстана дебютировал 23 мая 2000 года в матче против Иордании, заменив на 82-й минуте Мирлана Мирзалиева. Провёл три игры в мае 2000 года, затем после трёхлетнего перерыва сыграл ещё два матча в марте 2003 года. Всего сыграл за сборную 5 матчей, в которых не отличился голами.

### Государственная служба
Окончил Кыргызский сельскохозяйственный институт имени Константина Скрябина (1996) и Ошский государственный университет (2001) по специальности «юриспруденция».
После окончания футбольной карьеры несколько лет работал в частных компаниях, затем с 2009 года — на различных должностях в ошской таможне. В 2015—2016 — заместитель начальника, в 2016—2017 — начальник таможни «Ош».
В ноябре 2017 года назначен заместителем главы Государственной таможенной службы КР.

## Личная жизнь
Женат, четверо детей.